# Bevetés (heraldika)
A bevetett a heraldikában legtágabb értelemben olyan pajzsmező, melyet kis címerábrák borítanak be, a pontos számuk megadása nélkül. Szűkebb értelemben a bevetés a mező kisebb címerábrák általi beborításának egyik módja.
A francia Capeting-ház címerének leírásában ez a következőképp hangzik:
"aranyliliomokkal bevetett kék pajzs". Ugyanez a címer jelenik meg az Anjouk magyar ágának címerében is. A kis címerábrákkal
beborított mezők összes lehetséges változatát összefoglalóan megszórtnak lehet nevezni.

## A bevetés változatai

A bevetett pajzs változatai

A bevetett pajzsok két nagy csoportja különíthető el. Az elsőnél a kis címerábrák részben eltűnnek a pajzs peremén, ezért a szélsők csak csonkán láthatók. A másiknál az összes kis címerábra látható. Ezen két csoport kombinációjából elméletileg összesen hatféle variációt tudunk létrehozni, aszerint, hogy a kis címerábrák sorai harántosan vagy négyzethálósan helyezkednek-e el egymás alatt, illetve egyenletesen vagy rendszertelenül vannak-e elszórva a pajzsban. Ezek közül nem mindegyik fordul elő a gyakorlatban is külön megnevezés alatt. Leggyakrabban csak kettő használatos, a bevetett és a beszórt pajzs. Sok országban csak ezt a kettőt különböztetik meg egymástól. A hat változat a következő:
Bevetett (fr: semé, r.fr: averlye, gerattie, en: semé, semy, poudré, plein de, en: aspersed, replenished with, averlye, gerattie, de: besät, bestreut, belegt, cs: posetý, posypaný), olyan pajzs vagy mező ahol a kis címerábrák egyenletesen vannak sorokba rendezve és a szélsők eltűnnek a pajzs vagy a mező peremén. Ehhez még hozzátehetjük, hogy a felső és az alsó sorok kis címerábrái egymáshoz viszonyítva harántosan, sakktáblaszerűen vannak elrendezve. (Ez nem mindenhol kritérium, csak az, hogy a kis címerábrák rendszeresen, egyenletesen vannak elrendezve.)
Egyes országokban, mint pl. az angol heraldikában az is bevetett pajzsnak számít, ha a kis címerábrák a pajzs peremén és/vagy a pajzsbeli fő címerábra határvonalai mentén is eltűnnek. Ha azonban a kis címerábrák csak a fő címerábra peremén tűnnek el, az ilyet az elrendezésüktől függően inkább beszórtnak, behintettnek vagy megrakottnak kell tekinteni. Egyes meghatározott kis címerábrákkal bevetett pajzsoknak, mint a keresztek, darabok, bizánciak, csillagok a külföldi szakirodalomban saját neveik is vannak (en: crusily, billetty, bezanty, fr: enticelé).
Liliomokkal bevetett (fr: semé-de-lys) a francia királyok címere 1405-ig, Franciaország régi címere, és a ciszterci rend egyetemes címere. A bevetés onnan eredhet, hogy a pajzsot liliomos mintázatú ruhaanyaggal vonták be.

Beszórt (en: sans nombre, cs: posázený), olyan pajzs, ahol a kis címerábrák egyenletesen vannak sorokba rendezve és a szélsők nem tűnnek el a pajzs vagy a mező peremén. Ehhez még hozzátehetjük, hogy a felső és az alsó sorok kis címerábrái egymáshoz viszonyítva harántosan, sakktáblaszerűen vannak elrendezve. (Ez nem mindenhol kritérium, csak az, hogy a kis címerábrák rendszeresen, egyenletesen vannak elrendezve.)
Liliomokkal beszórt a címere a premontrei rendnek és Dánia címerében is látható az összes kis szívecske.
Beültetett, olyan pajzs vagy mező, ahol a kis címerábrák egyenletesen vannak sorokba rendezve és a szélsők részben eltűnnek a pajzs vagy a mező peremén. A felső és az alsó sorok kis címerábrái egymás alatt, négyzethálósan vannak elrendezve.
Behintett, olyan pajzs vagy mező, ahol a kis címerábrák egyenletesen vannak sorokba rendezve és a szélsők nem tűnnek el a pajzs vagy a mező peremén. A felső és az alsó sorok kis címerábrái egymás alatt, négyzethálósan vannak elrendezve. Az alsó sorok követik a pajzs peremének alakját, ezért a felső sorok kis címerábráihoz képest elcsúsznak és nem adják ki a négyzethálós alakzatot.

Bizánciakkal behintett (a címerleírásban meg lehet adni a bizánciak számát és ilyenkor nem számít behintettnek)
Keretesen elrendezett liliomok, nem liliomokkal behintett pajzs

Megtűzdelt, olyan pajzs vagy mező, ahol a kis címerábrák rendszertelenül vannak elrendezve és a szélsők részben eltűnnek a pajzs vagy a mező peremén. Elsősorban olyan címerekben fordul elő, amelyeknél a kis címerábrák a fő címerábra geometriájához vagy alakjához, nagyságához stb. alkalmazkodnak és a fennmaradó szabad teret töltik ki.
Megrakott, olyan pajzs vagy mező, ahol a kis címerábrák rendszertelenül vannak elrendezve és a szélsők nem tűnnek el a pajzs vagy a mező peremén. Elsősorban olyan címerekben fordul elő, amelyeknél a kis címerábrák a fő címerábra geometriájához vagy alakjához, nagyságához stb. alkalmazkodnak és a fennmaradó szabad teret töltik ki.

## Egyéb változatok
A német heraldikában a szórt minta (de: Streumuster) kis címerábrákkal bevetett pajzs, melyeken további címerábra van, mint pl.a türingiai Orlamünde címerében.